# Mark Satin
Mark Ivor Satin (sinh 16 tháng 11 năm 1946) là một nhà lý luận chính trị, tác giả và nhà xuất bản bản tin Mỹ. Ông được biết đến với những góp cho sự phát triển và phổ biến của ba quan điểm chính trị - tân hòa bình chủ nghĩa trong thập niên 1960, chính trị học thời đại mới vào thập niên 1970 và 1980, và chủ nghĩa ôn hòa triệt để trong thập niên 1990 và 2000. Tác phẩm của Satin đôi khi được coi như xây dựng hướng tới một ý thức hệ chính trị mới, và sau đó nó thường được gán cho các đặc tính "chuyển đổi" ("transformational"), "hậu tự do", hay "hậu Mác-xít". Một nhà sử học gọi tác phẩm của Satin là "post-hip" (hậu hippie).
Sau khi di cư đến Canada ở tuổi 20 để tránh phải phục vụ trong chiến tranh Việt Nam, Satin đồng sáng lập chương trình chống quân dịch Toronto, giúp đưa những người Mỹ phản chiến đến Canada. Ông cũng đã viết Manual for Draft-Age Immigrants to Canada (1968), bán được gần 100.000 bản. Sau một thời gian mà tác giả Marilyn Ferguson mô tả là "thí nghiệm chống tham vọng" của Satin, Satin viết New Age Politics (1978), trong đó xác định một "lực lượng thứ ba" nổi lên ở Bắc Mỹ theo đuổi những mục tiêu như cuộc sống đơn giản, chủ nghĩa phi tập trung, và chịu trách nhiệm toàn cầu.
Satin truyền bá ý tưởng của mình bằng cách đồng sáng lập một tổ chức chính trị Mỹ, New World Alliance, và bằng việc xuất bản một bản tin chính trị quốc tế từng đoạt giải thưởng, New Options. Ông cũng đồng soạn thảo tuyên bố nền tảng của Đảng Xanh của Mỹ, "Mười giá trị Chính yếu".
Sau một thời gian là ảo tưởng chính trị, chủ yếu dành trong trường luật và thực hành pháp luật kinh doanh, Satin phát hành một bản tin chính trị mới và đã viết một cuốn sách đoạt giải thưởng, Radical Middle (2004). Cả hai dự án chỉ trích tính đảng phái chính trị và tìm cách thúc đẩy học tập lẫn nhau và tổng hợp chính sách đổi mới trên phân chia xã hội và văn hóa. Trong một cuộc phỏng vấn, Satin đưa ý kiến ngược với khẩu hiệu cấp tiến cũ "Dám đấu tranh, dám để giành chiến thắng" phiên bản trung-cấp tiến của mình, "Dám tổng hợp, dám tiếp nhận tất cả".
Satin đã được mô tả là "đầy màu sắc"  và "dữ dội", và tất cả các sáng kiến của ông đã gây nhiều tranh cãi. Việc đưa những phản đối chiến tranh đến Canada bị phản đối bởi nhiều người trong phong trào chống chiến tranh Việt Nam. New Age Politics đã không được chào đón bởi nhiều người cánh tả hoặc cánh hữu truyền thống, và Radical Middle làm mất tinh một đoạn rộng lớn hơn của cộng đồng chính trị Mỹ. Ngay cả cuộc sống cá nhân của Satin đã tạo ra tranh cãi.

## Ấn bản

### Sách
- Radical Middle: The Politics We Need Now, Basic Books, 2004, orig. Westview Press, 2004. ISBN 978-0-8133-4190-3. Radical-centrist ideas presented as an integrated political ideology.
- New Options for America: The Second American Experiment Has Begun, foreword by Marilyn Ferguson, The Press at California State University / Southern Illinois University Press, 1991. ISBN 978-0-8093-1794-3. Twenty-five cover stories from Satin's New Options Newsletter.
- New Age Politics: Healing Self and Society, Delta Books / Dell Publishing Co., 1979. ISBN 978-0-440-55700-5. New Age political ideas presented as an integrated political ideology.
- Confessions of a Young Exile, Gage Publishing Co. / Macmillan of Canada, 1976. ISBN 978-0-7715-9954-5. Memoir covering the years 1964–66.
- Manual for Draft-Age Immigrants to Canada, House of Anansi Press, 1968. No ISBN, but see OCLC 467238. Preserve oneself and change the world. Satin wrote Part One ("Applying") and solicited and edited the materials in Part Two ("Canada"). OCLC retrieved ngày 13 tháng 12 năm 2013.

### Bản tin
- Radical Middle Newsletter, 120 issues, 1999–2009. ISSN 1535-3583. Originally hard-copy only, now largely online. Newsletter retrieved ngày 17 tháng 4 năm 2011, ISSN retrieved ngày 28 tháng 9 năm 2011.
- New Options Newsletter, 75 issues, 1984–1992. ISSN 0890-1619. Originally hard-copy only, now partially online. Newsletter retrieved ngày 18 tháng 10 năm 2014, ISSN retrieved ngày 28 tháng 9 năm 2011.

### Bài viết và phỏng vấn chọn lọc
- "Mark Satin on the Politics of the Radical Middle", National Public Radio audiotape, ngày 9 tháng 7 năm 2004. Interview by Tony Cox for The Tavis Smiley Show. Truy cập ngày 17 tháng 4 năm 2011.
- "Where's the Juice? Lưu trữ ngày 19 tháng 12 năm 2006 tại Wayback Machine", The Responsive Community, vol. 12, no. 4 (2002), pp. 70–75. Critical review of Ted Halstead và Michael Lind's book The Radical Center: The Future of American Politics. Truy cập ngày 17 tháng 4 năm 2011
- "Law and Psychology: A Movement Whose Time Has Come", Annual Survey of American Law, vol. 51, no. 4 (1994), pp. 583–631. Early argument for what is now called "therapeutic jurisprudence".
- "20th Anniversary Rendezvous: Mark Satin", Whole Earth Review, issue no. 61, winter 1988, p. 107. Interview by Kevin Kelly. Reproduced on Business Library website with a different title. Truy cập ngày 13 tháng 12 năm 2013.
- "Do-It-Yourself Government", Esquire, April 1983, pp. 126–28. Early attempt to present New Age political ideas as pragmatic and centrist.